# Balasore
Balasore (Baleshwar) – miasto w Indiach, w stanie Orisa. W 2011 roku liczyło 177 751 mieszkańców.